# 에어리어 88
《에어리어 88》(일본어: エリア88)은 신타니 카오루가 1979년부터 1986년까지 만화잡지에 연재한 일본의 전쟁 만화이다.
1985년 OVA(비디오 단행본)으로 만든 애니메이션이 발표되었다. 이것은 1989년 한국의 KBS에서 《지옥의 외인부대》라는 명칭으로 공중파 방영되기도 하였다. 2004년에 다시 TV아사히에서 리메이크 12부작을 발표하였다. 각 버전마다 스토리는 약간의 차이가 있지만, 일본인 주인공 '카자마 신'이 가상의 중동국가 아스란 왕국에서 용병부대 조종사로 복무하면서 벌이는 전투가 주된 내용이다.
일본에서도 대성공을 거두었고, 미국에서도 만화를 비롯한 모든 버전이 번역되어 책과 DVD로 출판된바 있다. 여러 극적인 일화와 최신형 항공기의 등장으로 이후의 다른작품과 게임에도 큰 영향을 주었다. 현재 섹션에 표기된 내용은 1985년판 애니메이션의 내용으로 2004년판 리메이크 버전과 다소 차이가 있으며 성우 정보는 표기하지 않았다.

## 에어리어 88(OVA)

### 캐릭터
- 카자마 신(風間真, かざま しん)(성우 - 이윤선): 고아 출신으로 '야마토항공(Yamato Air Line)'의 해외 실습생이었으나, 친구 칸자키의 음모로 항공외인부대에 용병으로 입대한다.
- 칸자키 사토루: 고아 출신으로 어려서부터 '신'과 함께 자란 사이. 하지만 '야마토항공(Yamato Air Line)'의 경영권을 가지기 위해 그리고 야마토항공 사장의 딸인 료코의 남편이 되기 위해 '신'을 항공외인부대에 용병으로 입대시킨다.
- 료코(성우 - 문지현): 야마토항공 사장의 딸. '신'과는 연인 사이로 갑자기 행방불명된 '신'을 찾기 위해 시간과 노력을 아끼지 아니한다.
- 샤키 바스탈(성우 - 윤병화): 아스란 왕국의 공군 중령. 이마에 생긴 십자형 상처가 인상적이다.
- 무스키 코우(성우 - 이규화): 통칭 '록키'. NP통신의 종군기자. 에어리어88에서 생활하는 '신'의 얘기를 기사화한다.
- 맥코이(성우 - 백진): 에이리어88 기지의 물품 상인. 돈만 주면 뭐든 하는 성격의 소유자.
- 미키 사이먼(성우 - 이호인): 미국 출신으로 베트남전(戰)에도 참가. F-14 톰캣을 조종.

### 줄거리
어린 시절부터 함께 자란 '카자마 신'과 '칸자키'는 파일럿이 되겠다는 꿈을 이루기 위해 조종훈련생의 길을 걷고 있다. 비행장에서 우연히 만난 항공회사 사장의 딸인 '료코'의 등장 이후 이 둘의 사이는 점차 멀어진다. '신'과 '료코'가 점점 가까워지자 '칸자키'는 둘을 떨어뜨리기 위해 음모를 꾸민다. 그것은 바로 '아스란 왕국'의 항공외인부대인 '에어리어88'에 '신'을 입대시키는 것. 술에 취한 상태에서 아무것도 모른 채 입대원서에 서명한 '신'은 '에어리어88'로 간다.
그곳에서 부대 사령관인 '샤키'를 만난 신. 죽음의 외인부대에서 빠져 나가기 위해선 정해진 기간을 채우든지, 임무 수행의 대가로 받는 돈을 모아 비용을 치르는 길밖에 없다. 생사의 경계를 넘나드는 험난한 임무수행을 하던 중 '신'은 왕국의 중요 인물을 호위하란 특별 임무를 맡고 이 임무수행의 대가로 조기 제대를 한다.
꿈에 그리던 현실 세계로 돌아왔지만, 이미 '에어리어88'에서의 수많은 임무 수행을 통해 자신의 손에 많은 피를 묻힌 신은 적응하지 못하고 '료코'마저도 남겨둔 채 다시 지옥과 같은 그곳으로 돌아가는데...

## 에어리어 88(2004)

### 캐릭터
- 카자마 신(성우 - 최원형)
- 칸자키 사토루
- 신죠 마코토(성우 - 최한)
- 츠쿠모 료코
- 키토리(성우 - 김지영)
- 킴 아바(성우 - 안현서)
- 그레그 가츠(성우 - 이원찬)
- 샤키 바슈탈(성우 - 홍승표)
- 미키 사이먼(성우 - 이상범)
- 맥코이 영감(성우 - 이병식)
- 구스타프(성우 - 김용준)
- 보리스(성우 - 이원찬)

### 줄거리
어린 시절부터 함께 자란 '카자마 신'과 '칸자키'는 파일럿이 되겠다는 꿈을 이루기 위해 조종훈련생의 길을 걷고 있다. 비행장에서 우연히 만난 항공회사 사장의 딸인 '료코'의 등장 이후 이 둘의 사이는 점차 멀어진다. '신'과 '료코'가 점점 가까워지자 '칸자키'는 둘을 떨어뜨리기 위해 음모를 꾸민다. 그것은 바로 '아스란 왕국'의 항공외인부대인 '에어리어88'에 '신'을 입대시키는 것. 술에 취한 상태에서 아무것도 모른 채 입대원서에 서명한 '신'은 '에어리어88'로 간다.
이후 비밀리에 칸자키의 의뢰를 받은 마코토가 '카자마 신'의 상태를 알아보기 위해 '에어리어88'에 가게 된다. 그리고 여러 가지 경험을 하고 위험천만한 모험을 겪으면서 '카자마 신'에 대한 진실과 자신에 대한 경험적 성찰을 하게 되면서 인간적으로 변화하게 된다.
하지만 같은 시각, '칸자키'는 '아스란 왕국'에 간 친구가 없는 틈을 타서 '야마토 항공'의 요직에 오르게 된다. 종국에는 '칸자키'의 은밀한 원조가 이제는 없는 것을 알게 된 '마코토'가 '카자마'의 생존을 알리기 위해 '료코'에게 가려는데...